# Alex Rodriguez
Alexander Emmanuel "Alex" Rodriguez, även kallad A-Rod, född den 27 juli 1975 i New York i delstaten New York, är en amerikansk före detta professionell basebollspelare som spelade 22 säsonger i Major League Baseball (MLB) 1994–2013 och 2015–2016. Rodriguez var shortstop, tredjebasman och designated hitter.
Rodriguez spelade för Seattle Mariners (1994–2000), Texas Rangers (2001–2003) och New York Yankees (2004–2013 och 2015–2016). Totalt spelade han 2 784 matcher i MLB:s grundserie med ett slaggenomsnitt på 0,295, 696 homeruns och 2 086 RBI:s (inslagna poäng).
Rodriguez, som har dominikanskt ursprung, anses ha varit en av de absolut främsta spelarna i sin generation. Han vann många utmärkelser, bland annat MVP Award i American League tre gånger (2003, 2005 och 2007), tio Silver Slugger Awards och två Gold Glove Awards. Vidare togs han ut till 14 all star-matcher. Han vann World Series med Yankees 2009. Den 4 augusti 2010 slog Rodriguez sin 600:e homerun och blev därmed den dittills yngsta spelaren som nått denna milstolpe i MLB:s grundserie. Den 20 september 2013 satte Rodriguez nytt MLB-rekord i antal grand slam homeruns, när han slog sin 24:e grand slam. Den tidigare rekordinnehavaren var Yankees-legendaren och National Baseball Hall of Fame-medlemmen Lou Gehrig.
Rodriguez namn förknippades dock under slutet av hans karriär mest med dopning. 2009 erkände han att han tidigare under karriären använt anabola steroider och han stängdes av hela 2014 års säsong på grund av dels bruk och innehav av förbjudna ämnen och dels försök att hindra MLB:s utredning av saken.

## Karriär

### Major League Baseball
Rodriguez debuterade som shortstop med Seattle Mariners 1994 och stannade i klubben i sju år. Inför säsongen 2001 skrev han på idrottshistoriens dittills mest välbetalda spelarkontrakt med Texas Rangers, värt 252 miljoner dollar över tio år. Efter bara tre år i klubben byttes han dock bort till New York Yankees 2004, mot bland annat Alfonso Soriano. I Yankees övergick han till positionen som tredjebasman eftersom Yankees redan hade Derek Jeter som shortstop.

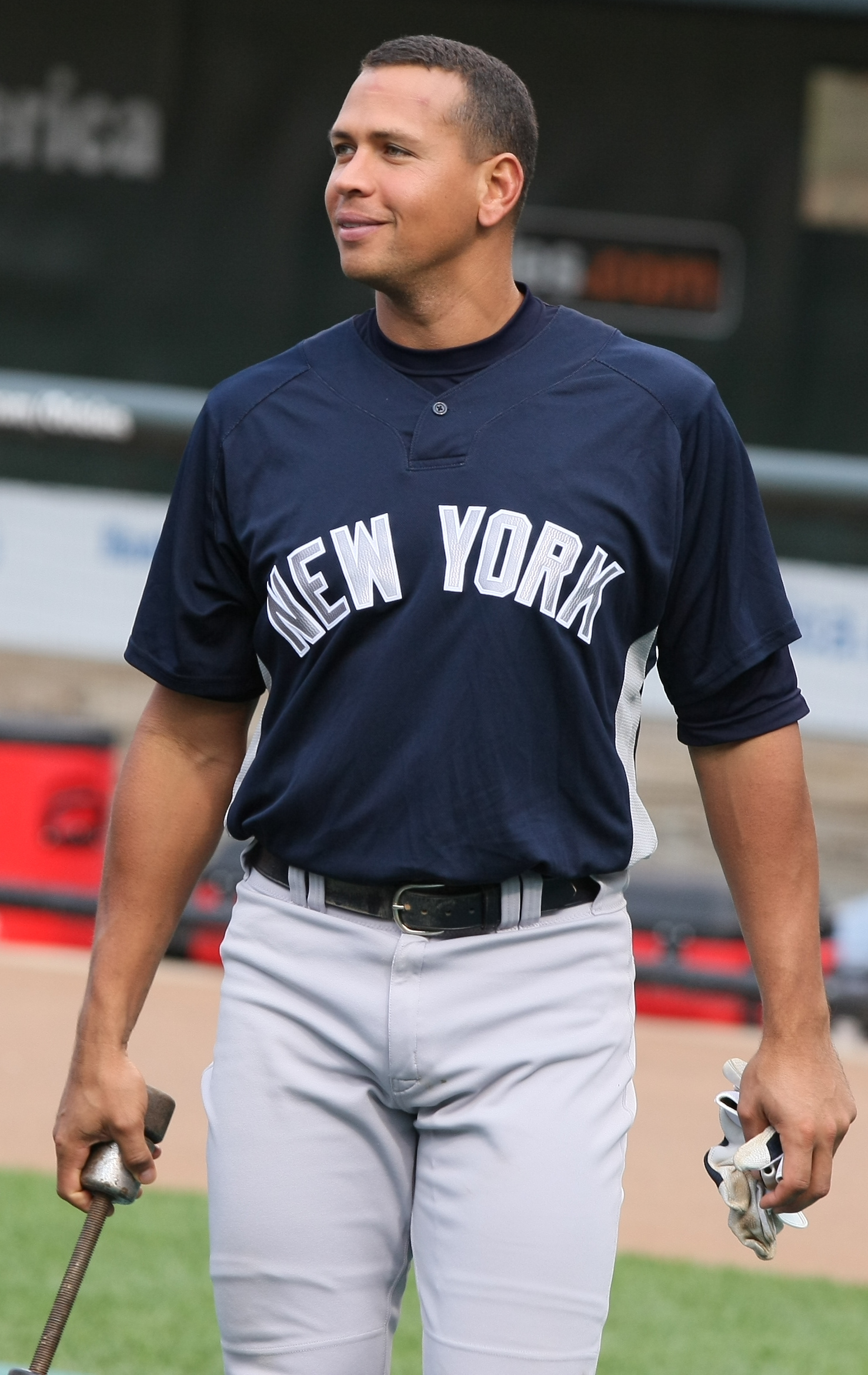
Alex Rodriguez i New York Yankees dräkt 2009.

Efter 2007 års säsong utnyttjade Rodriguez en möjlighet att säga upp kontraktet i förtid och blev därmed free agent, ett val som han snabbt ångrade. Han lyckades dock förhandla till sig ett nytt kontrakt med Yankees, värt 275 miljoner dollar över tio år. Han slog därmed sitt eget tidigare rekord avseende största kontrakt i idrottshistorien.
2011 var en ovanligt dålig säsong för Rodriguez. Förklaringen kan ha varit skador. Han genomgick en titthålsoperation i höger knä i juli på grund av meniskproblem och efter säsongen åkte han till Tyskland och genomgick där en experimentell behandling avseende samma knä och vänster axel efter rekommendation av basketspelaren Kobe Bryant. Även 2012 blev dock en stor besvikelse för Rodriguez. Han slog till exempel bara 18 homeruns med ett slaggenomsnitt på 0,272. I slutspelet hade han ett slaggenomsnitt på usla 0,120 och blev till och med bänkad i vissa matcher. Återigen kan förklaringen ha varit skador. I december 2012 tillkännagav Yankees att Rodriguez skulle genomgå en titthålsoperation för att åtgärda flera problem i vänster höft. Operationen genomfördes den 16 januari 2013.
Rodriguez comeback för Yankees dröjde till den 5 augusti 2013 och överskuggades helt av den dopningsavstängning till och med 2014 års säsong som han fick av MLB samma dag (se nedan). Eftersom Rodriguez överklagade avstängningen fick han fortsätta att spela till dess att hans överklagan hade behandlats av en skiljedomare. Efter säsongens slut stämde Rodriguez läkaren som undersökte honom under slutspelet året innan, och sjukhuset som läkaren arbetade på. Läkaren hade enligt Rodriguez inte upptäckt skadan i vänster höft, vilket medförde att Rodriguez förvärrade skadan och att operationen blev mer ingripande än den skulle ha behövt vara.
Inför comebacken 2015 planerade Yankees att främst använda Rodriguez som designated hitter, men även som tredjebasman och, vilket var en helt ny position för honom, som förstabasman. I sin första match efter avstängningen mottogs han väl av hemmapubliken. Den 1 maj slog han sin 660:e homerun i karriären och gick därmed upp på delad fjärde plats i MLB:s historia med Willie Mays. Den 5 juni passerade han Barry Bonds i antal RBI:s under karriären och gick upp på tredje plats i MLB:s historia med 1 997 stycken; före honom var bara legendarerna Hank Aaron (2 297) och Babe Ruth (2 213). I samma match passerade han en annan legendar, Stan Musial, i antal poäng under karriären och gick upp på åttonde plats i MLB:s historia med 1 950 stycken. Den 19 juni kom nästa milstolpe, en av de mest klassiska i MLB, när han blev den 29:e spelaren i MLB:s historia att nå 3 000 hits. Han blev samtidigt en av blott fem spelare i MLB:s historia att ha slagit minst 3 000 hits och minst 500 homeruns. Den 8 september slog han sin 30:e homerun för säsongen, vilket innebar att han slagit minst 30 homeruns under 15 olika säsonger, ett tangerat MLB-rekord med Hank Aaron. Den 24 september nådde han 2 000 poäng som den åttonde spelaren i MLB:s historia. Samtidigt blev han den andra, efter Hank Aaron, att nå minst 3 000 hits, 2 000 RBI:s och 2 000 poäng.
2016, som blev Rodriguez sista säsong, var med hans mått mätt usel. Han spelade så dåligt att han bänkades till och från under juli och början av augusti. Söndagen den 7 augusti meddelade han under en välbevakad och känslosam presskonferens att han skulle spela sin sista match i karriären nästkommande fredag, den 12 augusti. Det framkom att beslutet var Yankees och kom sig av Rodriguez dåliga spel. Fram till dess hade han ett slaggenomsnitt på 0,204, en on-base % på 0,252, en slugging % på 0,356 och nio homeruns på 62 matcher. Hans roll under 2017 skulle bli att vara rådgivare och instruktör för Yankees unga talanger. Den 12 augusti spelade Rodriguez sin sista match i karriären och fick då spela tredjebasman en sista gång i nionde inningen; han hade inte spelat på den positionen sedan maj 2015.

### Internationellt
Rodriguez representerade USA vid World Baseball Classic 2006. Han spelade sex matcher och hade ett slaggenomsnitt på 0,333, inga homeruns och tre RBI:s.

## Efter karriären
Förutom att arbeta som rådgivare och instruktör åt Yankees har Rodriguez efter spelarkarriären arbetat som kommentator på tv-kanalerna Fox och ESPN.
2022 var första gången som Rodriguez hade möjlighet att bli invald i National Baseball Hall of Fame. Han fick dock, trots sina fantastiska meriter, bara 34,3 % av rösterna, långt från de 75 % som krävdes.

## Dopning
2009 anklagades Rodriguez av tidskriften Sports Illustrated för att ha dopat sig under åren med Texas Rangers. Dopning var formellt förbjudet men inga straff fanns inom MLB före 2004. Efter att tidigare ha nekat till alla anklagelser om dopning erkände Rodriguez i februari 2009 att han tagit anabola steroider under tiden i Rangers.
I januari 2013 publicerade tidskriften Miami New Times uppgifter om att Rodriguez och flera andra MLB-spelare under de närmast föregående åren köpt tillväxthormon och anabola steroider från Biogenesis, en klinik i Florida. Rodriguez förnekade i ett uttalande dessa anklagelser. Bara några dagar senare publicerade ESPN uppgifter som gjorde gällande att Rodriguez regelbundet fått hjälp att injicera dopningsmedel, även under 2012. Ytterligare några dagar senare påstod Sports Illustrated att man hade uppgifter om att Rodriguez fått ännu fler otillåtna preparat förskrivna av Biogenesis.
MLB startade en egen utredning kring Biogenesis, vilken i början av augusti 2013 utmynnade i att Rodriguez stängdes av resten av 2013 och hela 2014, omfattande totalt 211 grundseriematcher. Han anklagades för att ha använt och innehaft flera olika slags förbjudna ämnen, inklusive testosteron och tillväxthormon, under flera års tid. Han anklagades även för att ha försökt att dölja sina regelbrott och försvåra MLB:s utredning. Rodriguez överklagade omedelbart avstängningen, vilket medförde att han fick fortsätta att spela till dess att hans överklagan hade behandlats av en skiljedomare. Förutom Rodriguez stängdes ytterligare tolv spelare i MLB av, dock bara i 50 matcher. Rodriguez var den enda som överklagade sin avstängning. Även spelarfacket MLBPA överklagade Rodriguez avstängning. Under Rodriguez första hemmamatch i Yankee Stadium efter MLB:s beslut möttes han av både jubel och burop från hemmasupportrarna.
Efter säsongen 2013 stämde Rodriguez MLB för att de utsatt honom för en "häxjakt" som påverkat hans kontrakt och affärsrelationer. Rodriguez yrkade skadestånd för att MLB varit ute efter att förstöra hans rykte och karriär. Han drog i början av 2014 tillbaka sin stämning.
I januari 2014 meddelade skiljedomaren sitt utslag avseende Rodriguez avstängning. Domaren fastställde avstängningen men förkortade den från 211 till 162 grundseriematcher, vilket innebar att Rodriguez stängdes av hela 2014 års säsong inklusive slutspelet. Avstängningen var den längsta dopningsavstängningen och längsta icke-livstidsavstängningen över huvud taget i MLB:s historia. Bara ett par dagar senare stämde Rodriguez både MLB och spelarfacket MLBPA i federal domstol. Han hävdade att MLB hade brutit mot sitt avtal med MLBPA och att MLBPA hade underlåtit att tillvarata hans rättigheter. Redan i början av februari drog han dock tillbaka sina stämningar.